# Čelić
Pour les articles homonymes, voir Čelić.

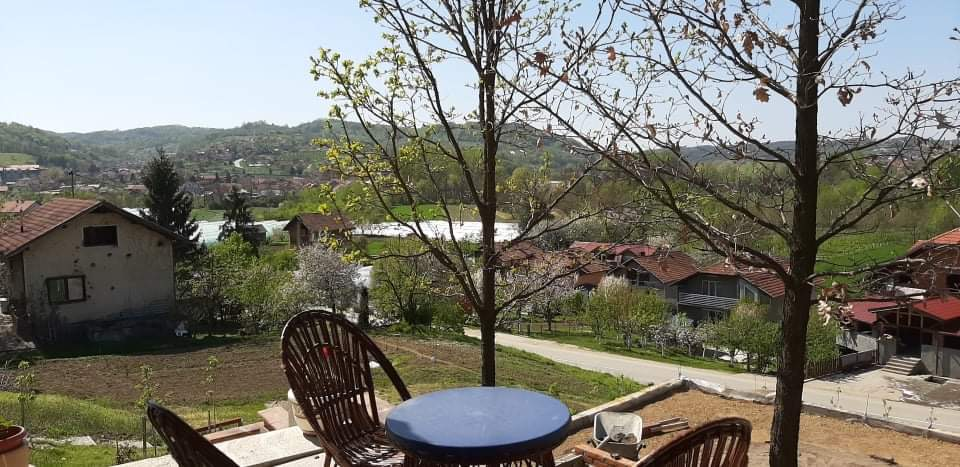

Čelić (en cyrillique : Челић) est une localité et une municipalité de Bosnie-Herzégovine située dans le canton de Tuzla et dans la fédération de Bosnie-et-Herzégovine. Selon les premiers résultats du recensement bosnien de 2013, la localité intra muros compte 3 593 habitants et la municipalité 12 083.

## Géographie
Située sur les monts Majevica. Čelić est bordée par les municipalités de Srebrenik, Tuzla et Lopare (en république serbe de Bosnie), ainsi que par le district de Brčko.

## Histoire
Avant la guerre de Bosnie, Čelić faisait partie de la municipalité de Lopare. La partie de la municipalité contrôlée par l'Armée de la république de Bosnie-Herzégovine est devenue la municipalité de Čelić.

## Localités

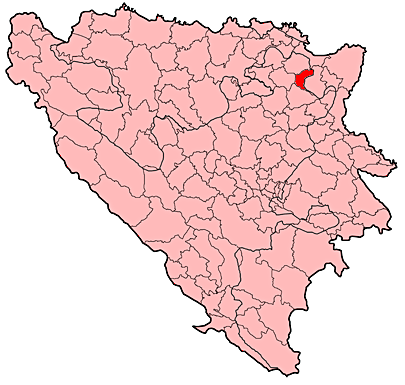
Localisation de la municipalité de Čelić en Bosnie-Herzégovine

La municipalité de Čelić compte 20 localités :
| - Brezje - Brnjik - Brusnica - Bučje - Čelić - Drijenča - Humci - Jablanica - Lopare Selo - Lukavica | - Miladići - Mirosavci - Nahvioci - Piperi - Pukiš - Ratkovići - Šibošnica - Velino Selo - Visori - Vražići |

## Démographie

### Localitéintra muros

#### Évolution historique de la population dans la localitéintra muros
| 1948 | 1953 | 1961  | 1971  | 1981  | 1991  | 2013  |
| ---- | ---- | ----- | ----- | ----- | ----- | ----- |
| -    | -    | 2 555 | 2 691 | 2 987 | 3 215 | 3 593 |

|  |

## Politique
À la suite des élections locales de 2012, les 17 sièges de l'assemblée municipale se répartissaient de la manière suivante :
| Parti                                                           | Sièges |
| --------------------------------------------------------------- | ------ |
| Parti d'action démocratique (SDA)                               | 7      |
| Parti pour la Bosnie-Herzégovine (SBiH)                         | 5      |
| Parti social-démocrate (SDP)                                    | 2      |
| Parti national pour l'amélioration par le travail (NSRzB)       | 1      |
| Parti patriotique de Bosnie-Herzégovine - Sefer Halilović (BPS) | 1      |
| Union démocratique croate de Bosnie-Herzégovine (HDZ BiH)       | 1      |

Sead Muminović, membre du Parti d'action démocratique (SDA), a été réélu maire de la municipalité.